# Adolf Hitler
Adolf Hitler (Braunau am Inn, 20. travnja 1889. – Berlin, 30. travnja 1945.) bio je njemački političar, vođa Nacionalsocijalističke njemačke radničke stranke (njemački: Nationalsozialistische Deutsche Arbeiterpartei, skraćeno NSDAP), poznate pod nazivom Nacistička stranka. Bio je apsolutni diktator Njemačke od 1934. do 1945., s naslovom Kancelara Reicha od 1933. do 1945. i naslovom poglavara države Führer) od 1934. do 1945.; njegova puna titula bila je Führer und Reichskanzler. Prvo ime kao nalogodavac i osmislitelj ratnih zločina i zločina protiv čovječnosti (počinjenih prije i tijekom rata) kod Osovinskih sila, glavni među nacističkim ideolozima.
Bio je odlikovani veteran Prvog svjetskog rata. Pridružio se preteči nacističke stranke, DAP-u (Radnička stranka), 1919., a njezin je vođa postao 1921., od kada se stranka naziva NSDAP. Nakon što je zatvoren poslije neuspjelog Pivničkog puča u Bavarskoj 1923., dobio je podršku zbog širenja njemačkog nacionalizma, antisemitizma, antikapitalizma i antikomunizma sa svojom govorničkom nadarenošću i nacističkom promidžbom. Kancelarom je postao 1933. i brzo je Weimarsku Republiku pretvorio u Treći Reich, državu s jednostranačkim sustavom, s diktatorskom i autokratskom vlašću i idealima nacionalsocijalizma.
Hitler je želio uspostaviti Novi svjetski poredak s njemačkom prevlašću u Europi. Da bi postigao svoj cilj, vanjsku politiku usmjerio je na širenje životnoga prostora Arijevaca, tzv. Lebensraum (»životni prostor«); tako je i glavnina državnih resursa usmjerena na postizanje ovoga cilja. To je uključivalo i ponovno naoružanje Njemačke, a naoružanje doživljava vrhunac 1939. kada Wehrmacht započinje Invaziju na Poljsku. Zauzvrat su Ujedinjeno Kraljevstvo i Francuska objavile rat Njemačkoj, što je dovelo do početka Drugog svjetskog rata.
U tri godine rata Njemačka i Sile osovine okupirale su veliku većinu Europe, većinu Sjeverne Afrike, Istočne i Jugoistočne Azije te Tihi Ocean. Međutim, prevratom na Istočnom bojištu, Saveznici prelaze u vodstvo od 1942. pa nadalje. Do 1945. Saveznici su napadali sa svih strana njemačka okupirana područja i njezine saveznike. Nacističke snage bile su upletene u razna zločinačka dijela tijekom rata, uključujući i sustavno ubijanje 17 milijuna civila, od toga približno 6 milijuna Židova i oko pola do milijun i pol Roma Druge mete nacističkog etničkog čišćenja uvelike su bili i Poljaci, sovjetski civili, sovjetski ratni zarobljenici, ljudi s nedostatcima, homoseksualci, Jehovini svjedoci i ostali.
U zadnjim danima rata, pred pad Berlina, Hitler i njegova supruga Eva Braun, da bi izbjegli sovjetsko zarobljeništvo, izvršili su samoubojstvo 30. travnja 1945.

## Rane godine

### Podrijetlo
Adolf Hitler rođen je u austrijskom graničnom gradu Braunau am Inn 20. travnja 1889., kao četvrto od ukupno šestero djece carinskog činovnika Aloisa Hitlera i njegove žene Klare (rođene Pölzl). Od sve djece preživjeli su on i sestra Paula. Alois je bio izvanbračni sin Anne Marie Schicklgruber, a u svojoj 40. godini života je promijenio prezime u Hitler. Nikada nije dokazano je li kasniji muž od Aloisove majke zapravo bio i njegov biološki otac, no Johann Georg Hiedler (Hitler je različita pisana varijanta istog prezimena) sam nikada nije priznao njegovo očinstvo, iako je nakon smrti naveden kao Aloisov otac u dokumentima. Podatak o nepoznatom očinstvu su saveznici mnogo koristili za vrijeme 2. svjetskog rata kada su saveznički avioni bacali propagandne letke iznad Njemačke koje su započinjale s Heil Schicklgruber.  Sam Adolf je jednom u šali komentirao da je jedina pametna odluka koju je njegov otac donio u životu bila upravo promjena prezimena.
Zbog posla obitelj Aloisa Hitlera preseljavala se često: prvo iz Braunaua u Passau, zatim u Lambach te najposlije u Leonding kod Linza.  Alois je opisivan kao strog i hladan čovjek; po izjavama kćeri, Paule, Adolf mu se znao suprotstavljati zbog čega je često dobivao batine.  Majka Klara je bila vrlo brižna i popustljiva i Adolf ju je jako volio.
Postoje također izvori koji upućuju da je Adolf Hitler dijelom Židov što je obilno korišteno u propagandi političkih protivnika, a prije pogubljenja je isto tvrdio i njegov suradnik Hans Frank.  Navodno je Hitlerova baka, majka njegovog oca Maria Schicklgruber, začela dijete dok je bila sluškinja u jednoj židovskoj obitelji u Grazu.  Ove tvrdnje pobijaju povjesničari Werner Maser i Ian Kershaw jer su Židovi bili protjerani iz Graza u 15. stoljeću te nisu imali pravo živjeti u Grazu za vrijeme kada je Maria Schicklgruber navodno radila kao sluškinja u tom gradu.

### Školovanje
U osnovnoj školi je bio dobar učenik, a isticao se i društvu svojih vršnjaka. Godine 1900. nakon završene osnovne, Alois je odlučio da mu sin upiše Realschule i njegovim stopama krene u činovničku karijeru, iako je ta ideja Adolfu bila potpuno odbojna jer je želio postati umjetnik. U srednjoj školi nije bio uspješan: morao je ponavljati prvu godinu, a u kasnijim je išao na popravne ispite. Iako je kasnije tvrdio da je jako volio povijest, zemljopis i vjeronauk, i iz tih predmeta je imao prosječne ocjene. Do kraja je zbog loših ocjena bio prisiljen prijeći u drugu školu. Hitler opravdava svoj loš uspjeh željom da tako razljuti oca s kojim se nije slagao; iako je loše ocjene imao i nakon očeve smrti 1903., u pozadini njegove odbojnosti prema školi vjerojatno jest sukob s ocem. Većina profesora tvrdi da se mladi Hitler nije ni po čemu isticao, ni na pozitivan ni na negativan način; neki smatraju da je bio bistar, ali nedovoljno zainteresiran te da je imao problema s autoritetom. Profesor povijesti, Leopold Poetsch, ga je svojim pričama o njemačkoj povijesti i mitologiji zainteresirao te je od njega upio ideje pangermanskog nacionalizma.
Nakon završetka Realschule 1905., Hitler nije nastavio s daljnjim školovanjem. Nije pokazivao ni želju za bilo kakvim radom, a financijsko stanje obitelji ga nije ni prisiljavalo na to. Umjesto toga, uz potporu svoje popustljive majke, proveo je dvije godine živeći neurednim životom, čitajući knjige, svirajući klavir, slikajući i sanjajući da će jednom postati veliki umjetnik. Ovo razdoblje je opisao kao "najljepše u životu". Družio se s Augustom Kubizekom, mladićem koji je dijelio Hitlerove snove i bio vrlo fasciniran njime i njegovim idejama.

### Život u Beču
Godne 1907. Hitler je odlučio upisati Akademiju likovnih umjetnosti u Beču.  Iste godine mu se razboljela majka te se posvetio brizi za nju; no, jer je imala neizlječivi rak, umrla je što ga je teško pogodilo. Na upisu u Akademiju nije uspio; ušao je u uži izbor kandidata, no ispao je u drugom krugu ocjenjivanja. Kasnije je priznao da mu je neuspjeh bio šok jer je bio potpuno siguran u sebe. Profesor koji ga je ocjenjivao komentirao je da su mu prikazi građevina vrlo dobri, što je mladog Hitlera potaknulo da se zainteresira za arhitekturu. Iako tvrdi da je tada odlučio postati arhitekt, i iduće godine je pokušao upisati Akademiju, a tada je ispao već u prvom krugu.
Iako nije upisao Akademiju, Hitler se odlučio preseliti u Beč; uz mirovinu za siročad i financijsku potporu od tetke, mogao je živjeti bez rada. Prijatelj Kubizek mu se također pridružio kao cimer jer je studirao glazbu. U Beču je Hitler razgledao kulturne znamenitosti i kovao planove o potrebnim arhitektonskim preinakama grada, Kubizek tvrdi da ga politika nije zanimala. Mnogo je čitao, a navodno je pokušavao i pisati drame i opere koje nikada ne bi dovršio; često je išao gledati opere, a posebno je volio Wagnera.  Kubizek također navodi da se Hitler osjećao nelagodno u društvu žena, iako mu je i homoseksualnost bila odbojna.
Iako je imao dovoljno sredstava za život, nije živio raskošno. Soba u kojoj je stanovao s Kubizekom bila je vrlo skromna, obroci su također bili oskudni, a jedini luksuz bila je opera. Iako je polako ostajao bez novca, nije želio raditi; sanjao da će postati veliki umjetnik. Godine 1908. je po drugi put pokušao upisati Akademiju i nije uspio; nakon toga je bez pozdrava odselio od Kubizeka. Živio je u siromašnijoj četvrti, no brzo je ostao bez novca te je neko vrijeme spavao na otvorenom i gladovao.
Kad je od preminule tetke dobio nasljedstvo preselio je u skromni Dom za samce i životario slikajući razglednice koje je jedan njegov kolega prodavao po kavanama. Hitler je svoje slike nazivao prosječnima i amaterskima, iako je na njima pristojno zarađivao. U zajedničkoj kantini Doma često se upuštao u političke razgovore sa sustanarima te se isticao svojim govorništvom i uživao određeno poštovanje, iako sam smatra da su ga držali za čudaka.
Beč je u to doba bio antisemitski nastrojen, atmosferu je podgrijavao i gradonačelnik Karl Lueger svojim oštrim ispadima; utjecajne su bile ideje ekstremnih rasista von Schönerera i Liebenfelsa.  Hitler je bio žestoki nacionalist, a u siromašnoj četvrti u kojoj je živio bio je u dodiru s brojnom židovskom zajednicom.  Ian Kershaw ipak smatra da Hitlerove preuveličane tvrdnje iz Mein Kampfa, da je u to vrijeme usvojio svoje radikalne antisemitske stavove, nisu točne, odnosno da ga antisemitizam nije zaokupljao i nipošto nije činio središnjicu njegovog svjetonazora.  Hitler je u to doba osjećao neprijateljstvo prema socijaldemokratima, a zbog neučinkovitosti austrougarskog parlamenta iz tog razdoblja je zadržao i odbojnost prema parlamentarizmu.

### Prvi svjetski rat
Godine 1913. dobio je pravo na preuzimanje očevog nasljedstva, a istodobno se bojao kazne zbog izbjegavanja regrutacije jer se nije želio boriti u habsburškoj vojsci.  Odlučio je pobjeći u München, no Austrijske vlasti su ga i tamo pronašle.  Nakon medicinskog pregleda je proglašen fizički nesposobnim za vojnu službu (tada mu je izmjerena i visina: 174 cm).  S vojnom otpusnicom vraća se u München i ulaskom Njemačkog Carstva u 1. svjetski rat oduševljeno pristupa Bavarskoj vojsci već 2. kolovoza 1914.
Dana 20. listopada je završio obuku i dodijeljen je tzv. Listovu puku s kojim je poslan u Belgiju gdje je 29. listopada sudjelovao u prvoj bitci u kojoj je izginula većina puka.  Hitler je u vojsci bio kurir; iako to u Mein Kampfu nije spomenuo, sugerirajući tako da je bio običan vojnik, omalovažavanje njegove službe od strane političkih neprijatelja je neopravdano: od osam kurira u njegovu puku, troje ih je poginulo, a jedan je ranjen.  I sam Hitler se nekoliko puta našao u situacijama u kojima je preživio pukom slučajnošću.  U studenom 1914. je promaknut u čin kaplara, a u prosincu je dobio Željezni križ II. klase.  Do kraja rata Hitler nije više napredovao u činovima; Kershaw smatra da je sam Hitler odbijao razgovore o njegovom daljnjem promaknuću (koje je jedno vrijeme bilo razmatrano iako su neki nadređeni smatrali da mu nedostaju "vještine vođe") jer nije želio otići iz puka u kojem se osjećao ugodno; drugi povjesničari smatraju da je razlog njegovo austrijsko državljanstvo.
Hitlera su suborci smatrali čudakom.  Iako su mu neki zamjerali nekritički odnos prema nadređenim časnicima, nije bio posebno nepopularan.  Ni tada nije imao posebno bliskih prijatelja, većinu vremena je provodio čitajući, nije pio, pušio, niti posjećivao javne kuće (tvrdio je "da nema vremena za žene"), svoje dužnosti i rat je shvaćao vrlo ozbiljno.
U kolovozu 1918. je dobio Željezni križ I. klase; kaplari su rijetko primali ovo odlikovanje.  Kraj rata Hitler je dočekao u bolnici gdje se liječio od kratkoročnog sljepila koje je zadobio trovanjem bojnim otrovom.  Šokiran kapitulacijom carske Njemačke u studenom 1918, Hitler je ostao u uvjerenju da njemačka vojska nije bila poražena u ratu, nego je, navodno, "izdana" od skupine koju su činili ratni profiteri, Židovi, socijalisti, štrajkaši i razni nenjemački "unutarnji neprijatelji" koji su se uvukli u vladajuće strukture.

## Nacistička stranka
Nakon završetka Prvog svjetskog rata Hitler je ostao u vojnoj službi, koja je sada bila angažirana u suzbijanju socijalističkih pobuna koje su izbijale diljem Njemačke, uključujući i München, gdje se Hitler vratio 1919. Hitler je također sudjelovao u obučavanju u 'nacionalnom razmišljanju' koje je vodio "Odjel za obučavanje i propagandu" (Dept lb/P) bavarske "Reichwehr" skupine, koje je predvodio kapetan Mayer.  Cilj ove skupine bilo je stvaranje 'žrtvenog jarca' za izbijanje Prvog svjetskog rata te stvaranje krivca za poraz Njemačke. Krivac je pronađen u 'Internacionalnom Židovstvu", komunistima i kao i političarima svih boja i opredjeljenja.
Zbog svoje inteligencije i govorničkih sposobnosti, Hitler je bio imenovan "V-Mann"-om "Skupine za prosvjetljavanje" kojem je bio cilj utjecanje na vojnike koji su imale isti svjetonazor, a glavni štab je također odredio da infiltrira jednu malu nacionalistički orijentiranu stranku Njemačku radničku stranku u srpnju 1919. Hitler je postao članom Njemačke radničke stranke u rujnu 1919, gdje se upoznao s Deitrichom Eckartom antisemitom i ključnim članom stranke.
Godine 1920., Hitler je otpušten iz vojske te se odmah nakon toga uključio u aktivnosti Njemačke radničke stranke. Ubrzo je postao njezin vođa i promijenio joj ime u Njemačka nacional-socijalistička radnička stranka (Nationalsozialistische Deutsche Arbeiterpartei, NSDAP), znanu i kao Nacistička stranka. Hitler je ubrzo shvatio da ima dva talenta: govorništvo i nadahnjivanje osobne lojalnosti. Njegovi ulični govori u kojima je napadao Židove, socijaliste i liberale, kapitaliste i komuniste, osvojilo je umove privrženih sljedbenika, od kojih su prvi postali: Rudolf Hess, Hermann Göring, i Ernst Röhm. Jedan od obožavatelja je bio i njemački feldmaršal Erich Ludendorff, kojeg je Hitler odlučio iskoristiti kao paravan za preuzimanje političke moći u Münchenu središtu Bavarske kroz takozvani Hitlerov puč ili Marš na Berlin 8. studenog 1923., kada su nacisti započeli marš iz jedne pivnice do Bavarskog ministarstva rata s ciljem izbacivanja tadašnje Bavarske vlade koju su sačinjavali desni separatisti, a poslije su namjeravali marširati prema Berlinu. Kod tog pokušaja bavarska vojska je uspjela brzo raspršiti naciste i uhititi Hitlera. U želji da zadrži poziciju vođe Hitler je imenovao Alfreda Rosenberga za privremenog vođu.
Na sudu, Hitler je bio optužen za veleizdaju i u travnju 1924. sud je presudio kaznu od pet godina zatvora, biva zatvoren u Landsbergu. Dok je bio u zatvoreništvu Hitler je diktirao knjigu  Mein Kampf (Moja borba) svome zamjeniku Rudolf Hessu. U prosincu 1924. Hitler sa svojim sljedbenicima biva pušten iz zatvora, nakon što je bila proglašena amnestija.  Nakon izlaska iz zatvora započinje s dugim naporom da ojača stranku; 1925. osniva zaštitarsku jedinicu Schutzstaffel (SS), elitnu jedinicu obučenu u crno koju je predvodio Heinrich Himmler jedan od glavnih provoditelja Hitlerovih planova za istrebljenje Židova i ostalih naroda i rasa tijekom II. svjetskog rata.
Za mnoge Nijemce Hitler je bio izbavitelj države iz teške ekonomske krize koja je harala u to doba,  te isto i osoba koja se javno izražava za neizvršavanje obveza Versajskog sporazuma, sporazuma koji je bio nametnut Njemačkoj kao poraženoj strani Prvog svjetskog rata. Njemačka je nakon Prvog svjetskog rata kroz Versajski sporazum izgubila mnogo: kolonije po svijetu (Afrika, Azija, Pacifik) te teritorij u Europi, trebala je snositi u cijelosti krivicu za izbijanje Prvog svjetskog rata te isplatiti reparacije u vrijednosti od 32 milijarde maraka, izgubiti cijelu ratnu mornaricu, i smanjiti vojne snage na 100.000 vojnika... Uvjeti Versajskog sporazuma bili su teški, i Nijemci su ga prezirali. Hitler je to dobro znao, te je iskoristio takve osjećaje i pretvorio ih je u glasove. Isprva, zbog jednostavne retorike oko krivljenja svjetskog Židovstva nije dobio mnogo glasova, no rafiniranjem svoje političke poruke kombiniranjem antisemitskih ideja s kritiziranjem Weimarskog sistema i stranaka koje su je podržavale, nacisti su polako počeli osvajati glasove na izbornim mjestima.

## Put do moći
Hitlerov ključni trenutak je došao s Velikom depresijom koja zahvatila Njemačku 1930. Demokratska vlada, uspostavljena u Njemačkoj 1919., takozvana Weimarska Republika nikada nije bila prihvaćena od konzervativnih političara, dok su joj se fašisti otvoreno protivili.  Socijaldemokrati i tradicionalne stranke centra, kao i stranke desnice nisu imale program ni odgovor za Veliku depresiju, jedino su Nacisti imali nešto što se moglo nazvati programom te su na izborima u rujnu 1930. dobili 18% glasova ili 107 mjesta u Reichstagu (njemačkom parlamentu) i tako su postali druga stranka po veličini.
Većina glasova za naciste došla je od njemačkih seljaka, vojnih veterana i srednjeg sloja, to jest slojeva u njemačkom društvu koji su bili najviše pogođeni visokom inflacijom iz 1920-ih te nezaposlenošću koja je vladala tijekom Velike depresije. Urbana radnička klasa nije previše obraćala pažnju na Hitlera i naciste, dok su gradovi kao Berlin te Ruhrska oblast bili izričito protiv Hitlera. Izbori iz 1930. bili su katastrofalni za centar-desnu vladu na čelu s Heinrichom Brüningom, koja sada nije imala većinu u parlamentu. U prosincu 1931. godine izbio je skandal s Hitlerovom nećakinjom Geli Raubal. Pronađena je mrtva u svojoj spavaćoj sobi počinivši samoubojstvo iz pištolja kojeg je Hitler posjedovao. Hitler je dao svoj stan u Münchenu na korištenje svojoj polusestri Angeli i njenoj kćeri Geli 1929. Neki glasovi su bili da je Geli počinila samoubojstvo zbog ljubavne veze s Hitlerom, što nikada nije bilo potvrđeno. Ova tragedija je duboko potresla Hitlera.
Budući da Brüningove mjere za stabilizaciju nisu urodile plodom, vlada je nastojala izbjeći predsjedničke izbore 1931. te su s nacistima htjeli stupiti u dogovor za produženje mandata predsjednika Paula von Hindenburga kao i njegovog kabineta. Hitler je odbio dogovor te je nastupio u predsjedničkim izborima protiv Hindenburga, i uspio je biti drugi u prvom kao i u drugom krugu izbora, dobivši nešto više od 35% glasova u drugom krugu u travnju 1932.
Nakon što je pobijedio na predsjedničkim izborima Hindenburg je raspustio vladu i imenovao novu vladu s Franzom von Papenom na čelu. Papen je odmah najavio izbore za Reichstag za srpanj 1932. Na tim izborima nacisti su dobili 230 mjesta i tako su postali najveća stranka u Reichstagu. Većinu u Reichstagu sačinjavali su nacisti i komunisti, te je sastavljanje bilo kakve vlade u koaliciji s nekom od klasičnih stranaka bilo nemoguće. Poslije izglasavanja nepovjerenja Papenovoj vladi koju je podržavalo 84% zastupnika, najavljeni su novi izbori.
Papen i Katolička stranka centra (Zentrumspartei) započeli su pregovore s nacistima za formiranje koalicijske vlade, ali Hitler je postavio teške uvjete; zahtijevao je mjesto kancelara te predsjednički dogovor o dobivanju mogućnosti korištenja izvanrednih mjera. Propast dogovora s vladom, kao i želja nacista da zadobiju podršku radničke klase samo je odvratila pojedine njihove pobornike, pa su tako izborima u studenom 1932., nacisti izgubili nešto glasova i zastupnika u Reichstagu. Ovaj gubitak podrške nije uvelike smanjio njihovu moć, jer su još ostali stranka s najviše zastupnika u parlamentu. Budući da Papen nije uspio formirati vladu, predsjednik Hindenburg otpušta ga i imenuje generala Kurta von Schleichera koji je obećao da će uspjeti sastaviti većinsku vladu u pregovorima sa socijaldemokratskim radničkim strankama kao i s disidentskim nacističkom frakcijom predvođenom Gregorom Strasserom.
Papen i Alfred Hugenberg, koji je također bio predsjednik Njemačke nacionalne narodne stranke (DNVP), stranka koja je prije nacista bila vodeća desna stranka u Njemačkoj. Hugenberg je nagovarao Hindenburga da imenuje Hitlera kancelarom u koaliciji s DNVP-om., uvjeravajući da će DNVP kontrolirati Hitlera.  U nemogućnosti da stvori koalicijsku vladu Schleicher je tražio od Hindenburga da raspusti Reichstag i opet raspiše izbore.  Hindenburg ga je otpustio i imenovao je Hitlera kancelarom, Papena zamjenikom kancelara, dok je Hugenburg bio imenovan za (blagajnika) ministra ekonomije. Kabinet predsjednika sadržao je samo još tri predstavnika nacističke stranke: Hitlera, Göringa, i Wilhelma Fricka. Dana 30. siječnja 1933., Adolf Hitler je položio službenu zakletvu za kancelara Reichstaga.
Na izborima u ožujku 1933., nacisti su dobili 44% glasova, te su u koaliciji s DNVP-om držali većinu sjedala u Reichstagu. Dobivši tako većinu u Reichstagu, koalicija je isključila komuniste iz parlamenta i tako se riješila oporbe. Nedugo nakon toga prošao je Zakon punomoći Enabling Act, koji je Hitlera postavio za diktatora, dok je nacistički kabinet imao moć stvaranja novih zakona bez uplitanja Reichstaga. U Zakonu punomoći nacistički kabinet mogao je samo potvrditi prijedloge koje je postavio kancelar, a diktatorske su ovlasti trebale isteći nakon četiri godine ili u slučaju da se uspostavi nova vlada. Ovaj zakon bio je produžavan bez ikakve debate ili oporbe sve do kraja Drugog svjetskog rata.
Odmah nakon izglasavanja zakona o punomoći, nacistički kabinet je izglasao cijeli niz dekreta kroz kojim se zabranio rad stranki, kao i bilo kakve opozicije ili kritike nove vlasti. U samo nekoliko mjeseci nakon imenovanja za kancelara, Hitler je zadobio apsolutnu vlast. U kolovozu 1934. umire predsjednik Paul von Hindenburg,  i umjesto raspisivanja izbora za novog predsjednika, Hitlerov kabinet je izglasao zakon o spajanju uloge kancelara i predsjednika. Hitler je sada imao tri funkcije: predsjednika nacističke stranke, kancelara, i predsjednika države. Ova konsolidacija snaga bila je potvrđena od strane biračkog tijela sredinom kolovoza 1934.

## Nacistički režim
Osiguravši apsolutnu političku vlast bez većinske podrške njemačkog biračkog tijela, Hitler je htio zadobiti njihovo povjerenje kroz svoje govore, kao i kroz vještu medijsku kampanju koju je provodio njegov šef propagande Dr. Joseph Goebbels. Goebbels je u suradnji s Hitlerom i Nacističkom partijom uspio uvjeriti većinu Nijemaca da je Hitler bio spasitelj Njemačke od ekonomske depresije, komunista, Versajskog ugovora i jarma Židova.
U studenom 1937. godine, kada je Hitler već učvrstio svoju vlast u Njemačkoj, a politički odnosi u Europi su bili snažno uzdrmani povodom Španjolskog građanskog rata i Drugog talijansko-abesinskog rata,  nastaje Protokol iz Hoßbacha, svojevrsni njegov politički testament. Na sastanku na kojem sudjeluju ministar vanjskih poslova Konstantin von Neurath, ministar rata general-feldmaršal Werner von Blomberg, vrhovni zapovjednik kopnene vojske general Werner von Fritsch, zapovjednik ratne mornarice admiral Erich Raeder i zapovjednik Luftwaffe Hermann Göring, Hitler objašnjava da cilj njemačke politike mora biti ostvarivanje većeg životnog prostora na tlu Europe, koji će omogućiti povećanje njemačkog naroda ("Volksmasse"). U postojećim granicama, Njemačka ne može osigurati sigurnost opskrbe hranom, tekstilom i mnogim sirovinama za industriju, te je stalno izložena rizicima poremećaja u opskrbi. Prvi koraci na putu osiguravanja autarkije (samodovoljnosti) na teritoriju pod kontrolom same Njemačke moraju biti zaposjedanje Austrije i Čehoslovačke. Radi ostvarenja toga cilja mora Njemačka nastaviti s programom jačanja i modernizacije svoje oružane sile: kako bi se iskoristio relativni vrhunac tog procesa u odnosu na druge države bilo bi optimalno ratove pokrenuti najkasnije između 1943. i 1945. godine, ne čekajući nužno da bude formiran funkcionalni vojni savez s Japanom i Italijom - dvjema velikim silama koje su imale geopolitičke projekte kompatibilne s tadašnjim njemačkim: Njemačka treba biti spremna krenuti u veliki rat već 1938. god., za slučaj da na tlu Europe nastane povoljne prilike - primjerice ukoliko bi unutarnjopolitičke napetosti u tadašnjoj Francuskoj rezultirale građanskim ratom ili bi napetosti Velike Britanije i Francuske s Italijom dovele do većeg rata. O Hitlerovom izlaganju na sastanku sačinjen je pisani protokol. Hitler je ocjenjivao da bi Sovjetski Savez mogao ostati neutralnim u ratu kojega bi u Europi povela Njemačka, jer je na Dalekom Istoku suočen s Japanom (v. Sovjetsko-japanski pogranični sukobi). Prisutne nacističke glavešine iznijele su ozbiljne zamjerke Hitlerovim planovima i ocjenama (samo manji dio je zabilježen u službenom protokolu sa sastanka); Hitler je potom već u siječnju 1938. godine smijenio ministra vanjskih poslova von Neuratha, ministar rata von Blomberga i vrhovnog zapovjednika kopnene vojske  von Fritscha.

### Gospodarstvo i kultura
Čim je zadobio moć, Hitler je pokrenuo jednu od najvećih ekonomskih ekspanzija Njemačke. Povećao je industrijsku proizvodnju i pokrenuo je velike građevinske pothvate: izgradnju auto cesta (Autobahn), željeznica, akumulacijskih jezera, stanova... Kroz ovu ekspanziju ostvario je gotovo potpunu zaposlenost, i proširio je ekonomsku i industrijsku bazu. Kroz propagandu i razne druge programe promovirao je razvoj zdravstva, školstva i obiteljskog života u kojem muškarci rade dok žene brinu za "kuću, djecu i odlaske u crkvu".
Hitler je želio perfekciju (po nacističkim idealima), te je sponzorirao velike arhitektonske projekte, a jedan od njih bile su i ljetne olimpijske igre u Berlinu 1936. One su predstavljene kao reprezentacija Njemačke vrline.  Albert Speer je imao titulu glavnog arhitekta Rajha, a napravljeni su i planovi o preuređenju Berlina (Germania) po uzoru na stari Rim.

### Ugnjetavanje
Svoje protivnike, kritičare kao i ostale nepodobnike Hitler je držao na oku kroz tajnu policiju Gestapo, te kroz elitne paravojne jedinice SA i SS koje su vršile teror nad svim koji su se suprotstavljali novom poretku.  Mnogi su tako završili u koncentracijskim logorima, dok su se mnogi iselili uključujući i polovicu njemačkih Židova.
U Noći dugih noževa 29. lipnja – 30. lipnja 1934. Himmler po naredbi Hitlera ubija Ernsta Röhma glavnog komandanta SA i njegov najbliži krug suradnika, kao i druge političke protivnike i potencijalne protivnike, kao što su bili Gregor Strasser i Kurt von Schleicher. Dana 2. kolovoza 1934. predsjednik Hindenburg umire, i Hitler odmah spaja urede kancelara i predsjednika i imenuje sebe vođom (Führerom) Njemačke. Ovim imenovanjem svi pripadnici vojske od sada su davali svoju službenu zakletvu Hitleru, a ne Njemačkoj i njemačkom narodu. Ovo spajanje ureda predsjednika i kancelara bilo je izglasano u parlamentu nekoliko sati nakon Hindenburgove smrti. Plebiscitom na 19. kolovoza 1934. 89.9% birača potvrđuje da se slaže sa spajanjem dvaju ureda i novim ovlastima Hitlera.
Nacistički kabinet 1935. godine s Nirnberškima zakonima oduzima Židovima pravo na njemačko državljanstvo, te su protjerani sa svih državnih poslova, te bavljenjem bilo kakvim profesionalnim zvanjima i nije im dozvoljeno posjedovanje tvrtki. Na Židove se obrušila medijska kampanja mržnje. Pritisak na njih je stalno jačao:  1938. u Kristalnoj noći Kristallnacht spaljene su sve knjige koje su napisali pisci židovskog podrijetla. Pod ovim pritiscima između studenog 1938. i rujna 1939. iz Njemačke bježi više od 180.000 Židova, dok je sva imovina koja je ostala iza njih nacionalizirana.  Od 1941. donesen je zakon gdje su svi Židovi bili primorani nositi žutu Davidovu zvijezdu kada se nalaze na javnim mjestima.

### Ponovno naoružanje i nova udruživanja
U ožujku 1935. Hitler je prekršio Versajski ugovor, nakon što je ponovno uveo regrutaciju te počeo naoružavati Njemačku. Stvorio je novu ratnu mornaricu (Kriegsmarine) i vojno zrakoplovstvo (Luftwaffe). Regrutiranje velikog broja muškaraca i žena u vojne jedinice smanjilo je nezaposlenost no isto tako je izobličilo ekonomiju Njemačke.
Godinu dana poslije, u ožujku 1936. Hitler je ponovno prekršio Versajski ugovor, reokupiravši demilitariziranu zonu Porajnje (Rhineland). Kad je Hitler vidio da nikakav vojni odgovor nije uslijedio od Britanije i Francuske,  njemu je to dalo hrabrosti u novim pothvatima. U srpnju 1936. izbija Španjolski građanski rat, i Hitler šalje svoje vojne snage u pomoć pučistu generalu Franciscu Francu pri zauzimanju vlasti. Francisco Franco je poveo puč protiv koalicije lijevih stranaka Frente Popular koji su pobijedili na izborima. Španjolska je postala probni poligon za njemačku vojsku i avijaciju, gdje su se isprobavala nova oružja kao i upotreba novih vojnih doktrina.
Između Njemačke i Italije proglašeno je savezništvo – nazvana Osovina. Ovo savezništvo je proklamirao Galeazzo Ciano 25. listopada 1936., koja je kasnije proširena priključivanjem Japana, Mađarske, Rumunjske i Bugarske. Ovo kolektivno savezništvo zvalo se Sile osovine.

### Holokaust
Između 1942. i 1945., SS s kolaboracionističkim vladama i regrutima u zemljama pod njemačkom okupacijom su sistematski ubili više od pet milijuna (vidi: Holokaust – broj židovskih žrtava)
Židova u koncentracijskim kampovima, ili kroz robovski rad, izgladnjivanjem, masovnim strijeljanjima, bolešću. Osim Židova u ovo sistematsko ubijanje također su bili uključeni i sljedeći: komunisti, homoseksualci, Romi, hendikepirane osobe, mentalno zaostale osobe, psihički bolesne osobe, sovjetski ratni zarobljenici, pripadnici vjere Jehovinih svjedoka, poljski intelektualci, protivnici nacističkog režima, katolički i protestantski svećenici i redovnici, vođe radničkih sindikata i mnogi drugi. Ova eliminacija nepoželjnih od strane nacista naziva se Holokaust.
U ovom istrebljenju (genocidu) glavnu ulogu igrao je Himmler, dok su ostale nacističke glavešine s Hitlerom podržavali tzv. »konačno rješenje židovskog pitanja«, tj. masovno istrebljenje Židova korištenjem otrovnog plina. Ova odluka je pala negdje u jeseni 1941, a kasnije se referira i spominje pod nazivom "Završna solucija židovskog pitanja". Da bi se uspostavila bolja koordinacija između raznih državnih tijela organizirala se konferencija u blizini Berlina koja je nazvana Konferencija u Wannseeu, koja je održana 20. siječnja 1942. na kojoj je sudjelovalo petnaest glavnih nacističkih službenika. Konferenciju su predvodili Reinhard Heydrich i Adolf Eichmann. Zabilješke i dokumentacija s ove konferencije su najbolje dokazali da je Holokaust bio planiran s vrha. Nekoliko tjedana poslije 22. veljače 1942. Hitler je izjavio svojim najbližim suradnicima, što je zabilježeno: "...zdravlje nacije povratit ćemo kad se riješimo Židova".

## Drugi svjetski rat

### Početni potezi
Pritiskom na svoju rodnu Austriju Hitler ju je 12. ožujka 1938. prisilio na ujedinjenje s Njemačkom (Anschluss) kada je napravio trijumfalni ulazak u Beč. Nedugo poslije pojačao je krizu u Sudetima (područje tadašnje Čehoslovačke u kojem su većina žitelja bili Nijemci).  Uskoro zatim kroz Münchenski sporazum u rujnu 1938. kroz pregovore s britanskim premijerom Nevilleom Chamberlainom uspijeva dobiti Sudete i tako je bio spriječen rat, no time su se samo povećali Hitlerovi apetiti, i još k tome američki Time proglasio je Hitlera čovjekom godine (1938.).
Nakon nepunih godinu dana Hitler je naredio njemačkoj vojsci da uđe u Prag 10. ožujka 1939., i kod ovog poteza Britanija i Francuska su izgubili strpljenje te su odbili udovoljiti Hitlerovom zahtjevu za pripajanje dijela teritorija Poljske koje je Njemačka izgubila Versajskim ugovorom. Budući da zapadne sile nisu uspjele sklopiti dogovor o savezništvu sa Sovjetskim savezom propala je šansa za napad, i Hitler je uspio napraviti tajni pakt o nenapadanju (MPakt Ribbentrop-Molotov) 23. kolovoza 1939. sa Staljinom. Osam dana poslije 1. rujna 1939. Njemačka napada Poljsku, dok Britanija i Francuska objavljuju rat Njemačkoj ispunjavajući ugovor s Poljskom na Hitlerovo veliko iznenađenje.
Nakon što je Poljska osvojena krajem rujna 1939., Hitler je nastavio izgrađivati svoju vojsku tijekom rata koji se kolokvijalno zvao "Sitzkrieg" ili sjedeći rat, no ova faza je završila u ožujku 1940., napadom na Dansku i Norvešku. U svibnju 1940., Hitler je zapovjedio napad na Francusku, prilikom čega su bile osvojene Belgija i Nizozemska. Francuska je kapitulirala 22. lipnja 1940. Ovi brzi uspjesi su ohrabrili njemačke saveznike, posebno Italiju, koja se priključila u rat u svibnju 1940.
Britanske jedinice povukle su se na sjevernu obalu Francuske kod Dunkirka, i poslije na Britansko otočje s ostacima francuskih vojnih jedinica. Hitler odmah započinje s opsadom Britanije u Bitci za Britaniju koja je trajala sve do svibnja 1941. Kroz 1941. Hitler osvaja Jugoslaviju i Grčku. Istočna Europa i Balkan nalaze se u okupaciji ili u savezništvu s Hitlerom. Kada je osigurao pola Europe, Hitler ambicije nakon neuspjele opsade Velike Britanije usmjerava na istok te je 22. lipnja 1941. Hitler napao SSSR s 3 milijuna njemačkih vojnika, prekršivši tako pakt o nenapadanju koji je bio sklopljen dvije godine ranije. U invaziji na SSSR, koja je nazvana Operacija Barbarossa, Hitlerove snage su u munjevitom napadu uspjeli osvojiti veliki dio europskog dijela SSSR-a i desetkovati Crvenu armiju. Njemačke snage su uspjele prodrijeti do Moskve, ali su u prosincu 1941. bili odbijeni i primorani na povlačenje zbog jake zime, neopremljenosti za zimske uvjete, a i zbog žestokog otpora sovjetskih snaga. Operacija Barbarossa je propala u svojoj namjeri da osvoji Moskvu i da ostvari brzu pobjedu nad Crvenom armijom.

### Put do poraza
U Bitci za Staljingrad njemačka vojska je pretrpjela prvi ozbiljni poraz u ratu, dok je u sjevernoj Africi Britanija porazila njemačke snage u bitci kod El Alameina slomivši Hitlerove planove da osvoji Sueski kanal i Srednji Istok. Ovi porazi napravili su preokret u Drugom svjetskom ratu, jer su poslije njih Hitlerovi vojni potezi postali eratični, dok je svakim danom njemačka vojna sila i ekonomija slabila. Hitlerovo zdravlje je postalo sve slabije: lijeva ruka mu je drhtala, a Hitler je imao teškoće kontrolirati je. Biograf Ian Kershaw smatra da je Hitler bolovao od Parkinsonove bolesti.
Hitler je objavio rat SAD-u 11. prosinca 1941. zbog pakta s Japanom, i time je stavio Njemačku protiv koalicije koju su sačinjavale:
- SAD (najveća industrijska i financijska sila tog vremena)
- Britanska imperija – najveća tadašnja zemaljska imperija
- jedna od najmnogoljudnijih nacija svijeta – Sovjetski Savez.

Nakon iskrcavanja saveznika u Siciliji i na Talijanski poluotok 1943., Hitlerov saveznik Benito Mussolini je zbačen s vlasti. Na istoku je Crvena armija započela s potiskivanjem njemačkih snaga s teritorija SSSR-a. Dana 6. lipnja 1944. saveznici se iskrcavaju na obalama sjeverne Francuske, i tako su otvorili zapadni front. Realisti unutar njemačke vojske uvidjeli su da je poraz neizbježan, i jedna skupina časnika skovala je urotu da se Hitler ubije. Dogovoreno je da se Hitler ubije podmetnutim eksplozivom koji je bio skriven u torbi. Ovu akciju je trebao izvesti Claus von Stauffenberg, postavljanjem bombe u Hitlerovom vojnom štabu tzv. Vučjem gnijezdu 20. srpnja 1944. Bomba je bila razorna no nije uspjela ubiti Hitlera, čak niti ga teško raniti. Poslije ovog napada Hitler se osvetio svim urotnicima, ubivši više od 4000 ljudi i tako je razbio pokret otpora.

### Poraz i smrt
Krajem 1944., sovjetske vojne snage su istisle zadnje njemačke jedinice s teritorija kojeg su držali prije 1941. godine, i počeli su ulaziti u područje Centralne Europe, dok su zapadne vojske započinjale prodor u Njemačku. S vojnog gledišta Njemačka je izgubila rat, no Hitler nije dozvolio nikakve mirovne pregovore sa savezničkom snagama, te su zbog toga njemačke snage nastavljale borbu. Zadnji mjeseci rata prolaze u po njegovom naređenju vršenoj medijskoj kampanji o obnovi čuda dinastije Brandenburg koje će spasiti Njemačku. Bez obzira na tu "nadu" u travnju 1945. kad je Crvena armija došla na domak granica Berlina, mnogi su Hitlerovi savjetnici predlagali da se Hitler skloni u Bavarsku ili u austrijske planine gdje bi se mogao dulje održati, no Hitler je bio odlučio ostati i umrijeti u glavnom gradu Reicha. Na ovo odluku je uvelike utjecao Joseph Goebbels[nedostaje izvor].
Pošto je Crvena armija opkolila kancelariju Reicha (Reichskanzlei)  u centru grada gdje se Hitler nalazio u jednom od bunkera, smatra se da je Hitler izvršio samoubojstvo 30. travnja 1945. pištoljem u glavu. Hitlerovo tijelo kao i tijelo Eve Braun (dugogodišnje ljubavnice i žene koju je oženio par dana prije smrti), nađeno je spaljeno u vrtu parlamenta.
Krajem 20. stoljeća otkrilo se da je sovjetska vojska pokupila Hitlerove ostatke te da su zadržali nekoliko dijelova njegove lubanje. DNK istraživanjem ovih ostataka s osobama s bližim porodičnim vezama, dalo je pozitivnu dijagnozu da su ostaci koji su bili sačuvani u Moskvi bili zaista od Hitlera.

## Utjecaj
U svojoj posljednjoj želji Hitler je za predsjednika Njemačke imenovao vice-admirala Karla Dönitza, dok je za kancelara imenovao Goebbelsa.  Goebbels i cijela njegova obitelj počinila je samoubojstvo 1. svibnja 1945., dok je 8. svibnja 1945., Njemačka potpisala bezuvjetnu predaju. Hitlerov "Tisućljetni Reich" trajao je samo 12 godina.
Poslije poraza Njemačke u Drugom svjetskom ratu, Hitler i nacistička stranka u većini zemalja svijeta su poistovjećivani sa zlom, te su u povijesnim analizama i u popularnoj kulturi Hitler i nacisti na zapadu uniformirano bili prikazivani u negativnom smislu. Ovaj negativni pogled je također prisutan u većine današnjih Nijemaca. Na primjer, danas je u Njemačkoj zabranjeno prodavati ili raspačavati Mein Kampf, ili pokazivati bilo koje nacističke simbole, a svi neonacisti su pod prismotrom Verfassungsschutz, federalnog ureda za zaštitu ustava.
Bez obzira na sve to, u nedavnoj prošlosti mnogo je javnih osoba iskazalo pozitivne ili neutralne ocjene Hitlerove vladavine i nacista; posebno u nekim zemljama Južne Amerike, Islamskog svijeta i nekih dijelova Azije. Na primjer budući egipatski predsjednik Anvar el-Sadat napisao je 1953. referat u kojem je pozitivno prikazao Hitlera, ili Bal Thackeray vođa desne Shiv Sena stranke u indijskoj državi Maharashtra 1995. je javno izjavio da je obožavalac Hitlera. Neki od revizionističkih povjesničara navode da Hitlerovi pokušaji izvođenja svog naroda iz ekonomske depresije i iz drakonskih mjera Versajskog ugovora i sve što je činio nije bilo ništa drugačije nego što su činili neki od drugih vođa kroz povijest čovječanstva, no većina povjesničara portretiraju Hitlera kao najogavnijeg vođu u povijesti čovječanstva.

## Hitler i njegov odnos prema religiji
Hitler nije tolerirao protivnike niti kritičare i zatvorio je i ubio mnogo katoličkih i protestantskih svećenika i biskupa. Tijekom svog režima Hitler i nacisti pokušali su stvoriti dvije nove religije: jednu koja bi bila zasnovana na principima kršćanstva a druga koja bi bila zasnovana na misticizmu. Prva kršćanska sekta nazvana Njemački kršćani bila je religija u kojoj su ultra nacionalisti pokušali stvoriti novo kršćanstvo u kojem je Isus Krist bio zamijenjen Hitlerom, ili ga barem proglasiti za novog proroka. U ovoj novoj crkvi samo su Nijemci mogli biti članovi.
Druga religija koja je bila dominantna među nacističkim vođama bila je religija koja je bila zasnovana na misticizmu oko prirode i oko njemačkog naroda. Ova vjerovanja bila su snažna u grupama kao SS i SA. Hitler i nacisti su potpisali konkordat s Rimom, ali kroz svoj režim Hitler je na svaki mogući način pokušavao suziti moć Crkvi, zbog toga što je ona imala veliki utjecaj u Njemačkoj. Nakon neuspjelog pokušaja atentata na Hitlera 1943. u kojem su sudjelovali članovi ispovjedajuće crkve (ime jedne protestantske organizacije), Hitler je naredio da se uhite mnogi protestanti, većinom luteranski svećenici.
Treća religija koju je Hitler masovno podržavao bila je islam. Hitler je bio jako blizak s muslimanima i često se žalio Himmleru da je Njemačka katolička zemlja, govoreći da je Muhamedova religija izrazito slična nacizmu. Jeruzalemski veliki muftija Haj Amin al-Husseini rekao mu je da muslimani i nacisti imaju iste neprijatelje: Englezi, Židovi i komunisti.

## Zdravlje
Hitlerovo zdravlje je dugo bilo predmet debate, i po mnogima bilo je sugerirano da je on patio od sljedećih bolesti:
- iritabilnog probavnog trakta
- kožnih bolesti
- nepravilnih otkucaja srca
- grčeva u lijevoj strani tijela
- Parkinsonove bolesti
- sifilisa
- ovisnosti o amfetaminima

## Hitlerova obitelj
- Eva Braun, ljubavnica koju je oženio nekoliko dana prije smrti
- Alois Hitler, otac
- Klara Hitler, majka
- Paula Hitler, sestra
- Alois Hitler, Jr., polubrat
- Bridget Dowling, šurjakinja
- William Patrick Hitler, nećak
- Angela Hitler Raubal, polusestra
- Geli Raubal, nećakinja (po nekim glasinama je ona bila Hitlerova ljubavnica)
- Maria Schicklgruber, baka
- Johann Georg Hiedler, navodno djed
- Johann von Nepomuk Hiedler, majčin otac, navodno stric i možda pravi Hitlerov djed s očeve strane

### Podrijetlo prezimena "Hitler"
Postoje dvije teorije o podrijetlu prezimena "Hitler":
1. Od njemačke riječi Hüttler ili slično: što znači  "onaj koji živi u kolibi", "pastir"
2. Od slavenskog Hidlar i Hidlarcek ili nešto slično...

## Zanimljivosti
- Austrijski inženjer i amaterski entomolog Oskar Scheibel imenovao je vrstu slijepca Anophthalmus hitleri u Hitlerovu čast.

## Vanjske poveznice
- Extensive site on Adolf Hitler  Arhivirana inačica izvorne stranice od 12. listopada 2006. (Wayback Machine)
- Hitler family genealogy  Arhivirana inačica izvorne stranice od 20. veljače 2005. (Wayback Machine)
- A detailed chart of Hitler's family tree
- Ancestry of Adolf Hitler: Who was Adolf's grandfather?  Arhivirana inačica izvorne stranice od 25. ožujka 2007. (Wayback Machine)
- The Straight Dope: Was Hitler part Jewish?  Arhivirana inačica izvorne stranice od 7. veljače 2005. (Wayback Machine)

| Prethodnik: Kurt von Schleicher                                                       | Njemački kancelar 1933. – 1945.    | Nasljednik: Joseph Goebbels |
| Prethodnik: Paul von Hindenburg                                                       | Njemački predsjednik 1934. – 1945. | Nasljednik: Karl Dönitz     |
| Naslovi predsjednika i kancelara bili su sjedinjeni 1934. – 1945. u Führer i kancelar |                                    |                             |